# 阿科區 (科龍戈省)
阿科區（西班牙語：Distrito de Aco），是秘魯的一個區，位於該國北部安卡什大區的科龍戈省，始建於1923年5月9日，面積56.54平方公里，海拔高度3,150米，2005年人口500，人口密度為每平方公里8.8人。